# Agadji
Agadji o Agaji o Agači fou un títol de la cort a l'administració dels gaznèvides i dels seljúcides. Probablement ja va existir sota els samànides temps en què un poeta portava aquest nom o títol (Agadji al-Bukhari) i segurament era d'origen turc (derivat d'agiči al seu torn derivat d'agi = seda, definit com el portador de les teles fines, però de fet s'ha de traduir per tresorer).
Les seves funcions no són molt conegudes però era l'oficial encarregat de portar la correspondència o missatges importants al sultà quan aquest estava en audiència privada i no rebia cap altre funcionari de la cort; la seva posició estava associada la d'hàjib o camarlenc (sota els gaznèvides) o al canceller (sota els seljúcides).
Sota els seljúcides almenys dos hàjibs van ser també agadjis.